# کنستانتین نووسلف
کنستانتین سرگویچ نووسلف (به روسی:Константи́н Серге́евич Новосёлов؛(به انگلیسی: Sir Konstantin Sergeevich Novoselov) ‏ متولد ۲۳ اوت ۱۹۷۴)یک فیزیک‌دان انگلیسی–روسی است.
در سال ۲۰۱۰ او  به همراه همکار خود آندره گایم که یک فیزیک‌دان هلندی–روسی است به‌طور مشترک برندهٔ جایزه نوبل فیزیک شدند. این جایزه بخاطر کارهای این دو دانشمند روی کربن فوق نازک به آنها اعطا شد.
این جایزه برای تحقیق روی خواص لایه‌های بسیار نازک کربن (به ضخامت یک اتم) که گرافین نامیده می‌شود به آنها داده شده‌است.